# Jens Møller-Jensen

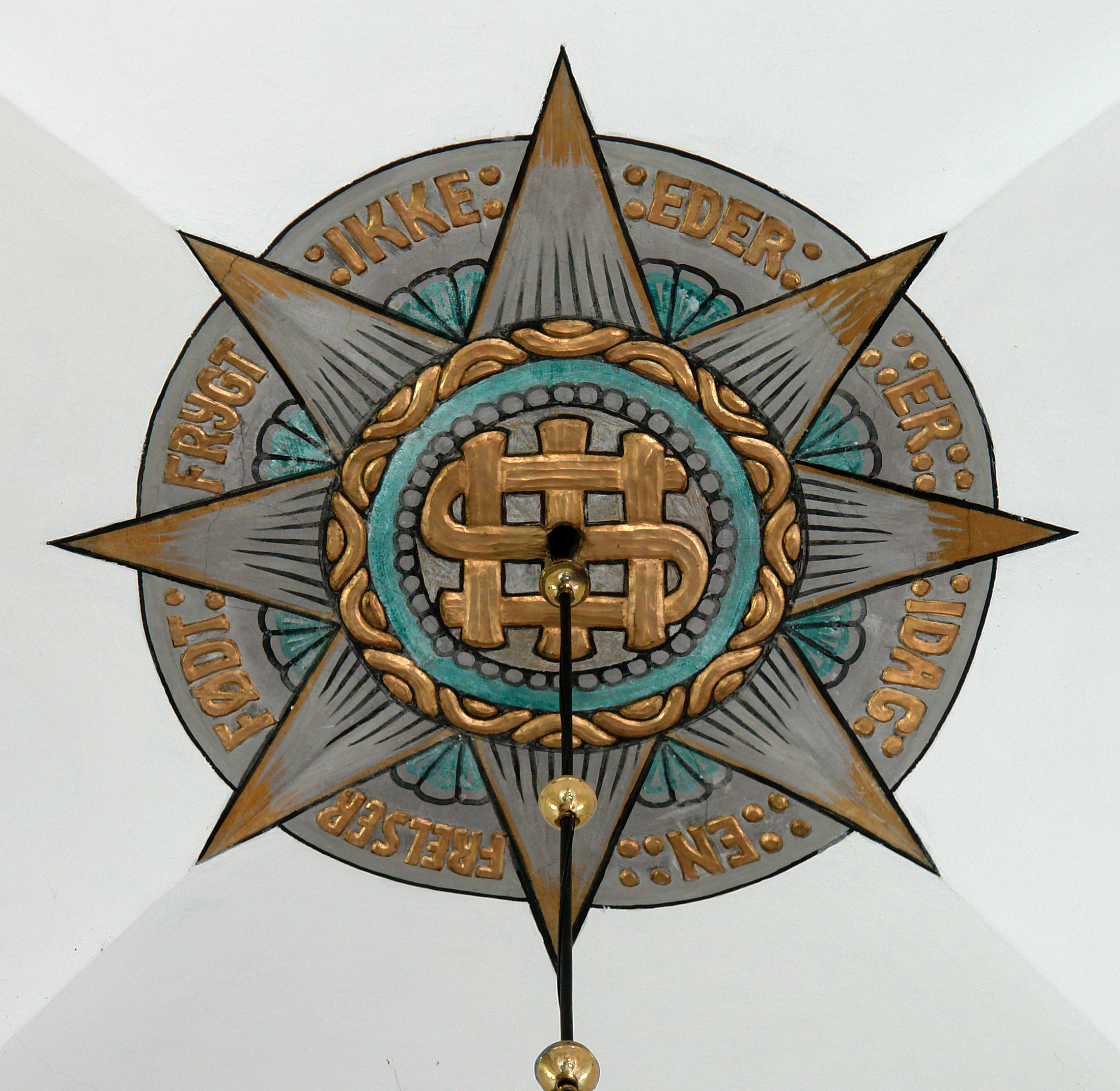
Altartavla i Ugerløse kirke

Jens Møller-Jensen, född 23 mars 1869, död 19 december 1948, var en dansk arkitekt, målare och konstindustriell ledare.
Jens Møller-Jensen har utfört dekorationsarbeten i flera offentliga byggnader, som rådhusen i Köpenhamn, Holbæk och Kerteminde. Han upprättade en skola för konsthantverk och arbetade energiskt för en nationell pånyttfödelse inom denna verksamhetsgren, där han intog en av de mest framskjutna platserna i Danmark. En av hans elever var Kaare Klint.
Jens Møller-Jensen var far till arkitekten Viggo Møller-Jensen (1907-2003).